# Helena Czaplińska
Helena Czaplińska, död 1651, var en hetmana av Ukraina som gift med Bogdan Chmelnitskij, Ukrainas hetman 1648-1657. Hon är känd som "Steppens Helena". 
Hon var först gift med Daniel Czapliński. Hon gifte sedan om sig med Bogdan Chmelnitskij, som blev hetman 1648. Som hetmana blev hon känd för sitt inflytande. Hon anklagades för att planera att förråda sin andra make, hetmanen, för de lojaliteter hon skaffat sig under sitt första äktenskap. Under Bogdan Chmelnitskijs frånvaro blev hon gripen och avrättad för förräderi av sin styvson Tymofiy Khmelnitskij.